# 低サッサンドラ州
低サッサンドラ州（ていサッサンドラしゅう、フランス語: Région du Bas-Sassandra）はかつてコートジボワールに存在した州。州都はサン＝ペドロ。面積は26,440平方キロメートル。人口は1998年国勢調査では約140万人、2010年推計では約200万人。国土の南西部に位置し、北から時計回りに高サッサンドラ州、フロマジェ州、南バンダマ州、ギニア湾、リベリア、中カヴァリ州と接していた。
1997年1月15日の行政区画再編によって設置された。2011年9月28日の行政区画再編によって廃止され、新たに設置された低サッサンドラ地方の一部となった。
低サッサンドラ州は2007年時点でサン＝ペドロ県、サッサンドラ県、スブレ県、タブー県の4県が設置されていた。また県の下には21郡と11コミューンがあった。2008年3月5日にゲヨ県がサッサンドラ県より分立し、5県となっている。